# Liste des codes pays UIC
La liste des codes pays de l'UIC recense les codes à deux chiffres permettant l'identification des pays pour le trafic ferroviaire, qu'ils soient membres de l'Union internationale des chemins de fer (UIC) ou de l'Organisation pour la coopération des chemins de fer (OSJD). Ces codes sont décrits dans la fiche UIC n°920-14 intitulée « Codification numérique unifiée des pays pour le trafic ferroviaire ». Ils sont utilisés en commun avec l'OSJD et identifient de manière unique chaque pays. L'ensemble des gares, réseaux ou matériels ferroviaires immatriculés dans ces pays comportent ces codes à deux chiffres. Ces codes sont repris dans la STI relative au sous-système « Exploitation et gestion du trafic » du système ferroviaire transeuropéen conventionnel adoptée par la commission européenne du 12 mai 2011.

## Description des codes
L'objectif de cette codification, applicable depuis le 1er juillet 2003, est d'identifier de manière unique dans l'échange international de données chaque pays concerné par le trafic ferroviaire, quelle que soit l'Entreprise ferroviaire ou le gestionnaire de l'infrastructure. 
Le code de chaque pays est un code numérique de deux chiffres allant de 01 à 99. Il est attribué un seul code par pays.
Cette codification est issue du code réseau UIC utilisée précédemment pour identifier les compagnies nationales de chemins de fer « institutionnelles », et non les pays. Un code de 2 chiffres par compagnie suffisait jusqu'alors. Depuis 2003, les entreprises ferroviaires sont identifiées par un code de 4 chiffres, le RICS.
Exemple :
Jusqu'en 2003 :
Le code réseau de la SNCF est le 87 (fiche UIC 920-1).
Depuis 2003 :
Le code pays de la France est le 87 (fiche UIC 920-14) ;
Le code RICS de SNCF Réseau est le 0087 ;
Le code RICS de SNCF-voyageurs est le 1187 ;
Le code RICS de Fret SNCF est le 2187 ;
Le code RICS de DB Cargo France  (anciennement Euro Cargo Rail) est le 3187 ;
le code RICS de Trenitalia France (anciennement Thello) est le 3216.
La liste des codes RICS est consultable sur le site de l'Union internationale des chemins de fer.

## Table des codes
La liste des codes des pays a été complétée le 12 février 2024 par l'ajout du code 34 pour le Laos. 
La liste des codes des pays a été modifiée le 1er septembre 2012 par l'ajout du code 49 pour la Bosnie-Herzégovine. Cependant les codes 44 et 50 pour la république serbe de Bosnie et pour la fédération de Bosnie-et-Herzégovine peuvent continuer à être utilisés pour des applications existantes.
Après son adhésion à l'UIC en décembre 2013 et à l'OSJD le 6 juin 2014, l'Afghanistan s'est vu attribuer le code 68 le 5 août 2014.
Le tableau des 66 codes attribués à jour au 12 février 2024 est consultable sur le site de l'UIC (il comporte toujours les codes 44 et 50) : https://uic.org/spip.php?action=telecharger&arg=321
| Code numérique | Code alphabétique | Pays                                             |
| -------------- | ----------------- | ------------------------------------------------ |
| 10             | FIN               | Finlande                                         |
| 20             | RUS               | Russie                                           |
| 21             | BY                | Belarus                                          |
| 22             | UA                | Ukraine                                          |
| 23             | MD                | Moldavie                                         |
| 24             | LT                | Lituanie                                         |
| 25             | LV                | Lettonie                                         |
| 26             | EST               | Estonie                                          |
| 27             | KZ                | Kazakhstan                                       |
| 28             | GE                | Géorgie                                          |
| 29             | UZ                | Ouzbékistan                                      |
| 30             | PRK               | Corée du Nord                                    |
| 31             | MGL               | Mongolie                                         |
| 32             | VN                | Viêt Nam                                         |
| 33             | RC                | Chine                                            |
| 34             | LA                | Laos                                             |
| 40             | CU                | Cuba                                             |
| 41             | AL                | Albanie                                          |
| 42             | J                 | Japon                                            |
| 44             | BA                | Bosnie-Herzégovine (Republique serbe)            |
| 49             | BA                | Bosnie-Herzégovine                               |
| 50             | BA                | Bosnie-Herzégovine (Fédération croato-musulmane) |
| 51             | PL                | Pologne                                          |
| 52             | BG                | Bulgarie                                         |
| 53             | RO                | Roumanie                                         |
| 54             | CZ                | Tchéquie                                         |
| 55             | H                 | Hongrie                                          |
| 56             | SK                | Slovaquie                                        |
| 57             | AZ                | Azerbaïdjan                                      |
| 58             | AM                | Arménie                                          |
| 59             | KS                | Kirghizstan                                      |
| 60             | IRL               | Irlande                                          |
| 61             | ROK               | Corée du Sud                                     |
| 62             | MNE               | Monténégro                                       |
| 65             | MK                | Macédoine du Nord                                |
| 66             | TJ                | Tadjikistan                                      |
| 67             | TM                | Turkménistan                                     |
| 68             | AF                | Afghanistan                                      |
| 70             | GB                | Royaume-Uni                                      |
| 71             | E                 | Espagne                                          |
| 72             | SRB               | Serbie                                           |
| 73             | GR                | Grèce                                            |
| 74             | S                 | Suède                                            |
| 75             | TR                | Turquie                                          |
| 76             | N                 | Norvège                                          |
| 78             | HR                | Croatie                                          |
| 79             | SLO               | Slovénie                                         |
| 80             | D                 | Allemagne                                        |
| 81             | A                 | Autriche                                         |
| 82             | L                 | Luxembourg                                       |
| 83             | I                 | Italie                                           |
| 84             | NL                | Pays-Bas                                         |
| 85             | CH                | Suisse                                           |
| 86             | DK                | Danemark                                         |
| 87             | F                 | France                                           |
| 88             | B                 | Belgique                                         |
| 90             | ET                | Égypte                                           |
| 91             | TN                | Tunisie                                          |
| 92             | DZ                | Algérie                                          |
| 93             | MA                | Maroc                                            |
| 94             | P                 | Portugal                                         |
| 95             | IL                | Israël                                           |
| 96             | IR                | Iran                                             |
| 97             | SY                | Syrie                                            |
| 98             | RL                | Liban                                            |
| 99             | IQ                | Irak                                             |